# Comuna de Mszana
Mszana (polaco: Gmina Mszana) é uma gminy (comuna) na Polónia, na voivodia de Santa Cruz e no condado de Wodzisławski.
De acordo com os censos de 2003, a comuna tem 6 965 habitantes, com uma densidade 222 hab/km².

## Área
Estende-se por uma área de 31 km², incluindo:
- área agrícola: 70%
- área florestal: 7%

## Demografia
Dados de 2005:
|                      | Total   | Total | Mulheres | Mulheres | Homens  | Homens |
| -------------------- | ------- | ----- | -------- | -------- | ------- | ------ |
|                      | pessoas | %     | pessoas  | %        | pessoas | %      |
| População            | 7019    | 100   | 3525     | 50,22    | 3494    | 49,78  |
| Densidade (pop./km²) | 224,11  | 100   | 112,55   | 112,55   | 111,56  | 111,56 |

De acordo com dados de 2005, o rendimento médio per capita ascendia a 1903,63 zł.

## Subdivisões
- Gogołowa, Mszana, Połomia.

## Comunas vizinhas
- Godów, Jastrzębie-Zdrój, Marklowice, Świerklany, Wodzisław Śląski